# Alberto Caldana
Alberto Caldana (* 13. Mai 1927 in Vicenza; † 6. Oktober 2018) war ein italienischer Journalist, Dokumentarfilmer und Fernsehschaffender.

## Leben
Caldana schloss die Universität Padua mit einer Arbeit über den Film ab; im Laufe seines Arbeitslebens bekleidete er zahlreiche Positionen und Funktionen im Bereich Film und Fernsehen. So war er als Journalist u. a. Redakteur des Giornale de Vicenza und Chefredakteur etlicher Filmmagazine, arbeitete für Bianco e Nero und leitete den Filmzirkel Mondo Nuovo. Für die Journalistengewerkschaft betätigte er sich ebenso wie für die internationale Vereinigung der Kinobetreiber (FICC). Zwischen 1957 und 1969 drehte er zahlreiche Dokumentarfilme, dessen bekanntester der aus drei Kurzfilmen bestehende Le ceneri della memoria über den Holocaust sein dürfte. 1963 drehte er seinen einzigen Spielfilm, den nach eigenem Drehbuch entstandenen, dem Cinéma vérité nahestehenden I ragazzi che si amano. 2013 publizierte das Centro Internazionale di Studi di Architettura Andrea Palladio (CISA) sein Werk „Roma antica. Piante topografiche e vedute generali“. Im Palladio Museum des CISA in Vicenza fand dazu seit dem 9. Februar 2014 die Ausstellung „Mamma Roma. Visioni di Roma Antica con Piranesi e Pasolini“ statt, die bis zum 5. Oktober 2014 verlängert wurde.

## Filmografie (Auswahl)
- 1960: Le ceneri della memoria (Dokumentarfilm)
- 1963: I ragazzi che si amano